# Córrego dos Monos
Córrego dos Monos é um distrito do município de Cachoeiro de Itapemirim, no Espírito Santo.

## História
O distrito foi criado em 2007 a partir das terras desmembradas do distrito sede.

## Geografia

### Localização
O distrito está situado na região sul do município.

### População
Pelo Censo 2010 (IBGE) a população total do distrito era de 2 254 habitantes, e a população urbana era de 1 034 habitantes.

### Área territorial
A área territorial do distrito é de 28,09 km².